# Esteban Malazzo
Esteban Malazzo (1909) è stato un calciatore argentino, di ruolo difensore o centrocampista.

## Caratteristiche tecniche
Giocava come terzino o come mediano, sia sul lato destro del campo che su quello sinistro.

## Carriera
Malazzo entrò a far parte della rosa del River Plate nel 1927. Giocò dunque le ultime quattro stagioni dilettantistiche nella storia del club; anche una volta istituito il professionismo in Argentina, nel 1931, Malazzo si risolse a rimanere al River. Fu nella rosa che vinse il titolo del 1932; in quell'occasione fu anche titolare dello spareggio con l'Independiente, terminato 3-0 in favore del River Plate. Nel biennio 1936-1937, che vide il suo club vincere due campionati, fu impiegato come prima scelta nell'undici selezionato da Imre Hirschl; nel 1937 segnò la sua unica rete con il River. Dopo 175 presenze nella massima divisione argentina, Malazzo decise di lasciare la sua patria per trasferirsi in Brasile: andò quindi a Rio de Janeiro, firmando un contratto per il Fluminense, compagine che disputava il campionato Carioca. Con la divisa tricolore esordì il 17 agosto 1939. L'anno seguente ottenne il titolo statale, e replicò il successo anche nel 1941; giocò l'ultima gara con il Flu il 14 gennaio 1942.

## Palmarès

### Club

#### Competizioni nazionali
- Campionato argentino: 3

River Plate: 1932, 1936, 1937
- Copa Ibarguren: 1

River Plate: 1937
- Campionato Carioca: 2

Fluminense: 1940, 1941